# Enrique Cerdán Tato
Enrique Cerdán Tato (Alacant, l'Alacantí, 30 de juliol de 1930 – 23 de novembre de 2013) fou un periodista, autor i crític de teatre, escriptor i guionista valencià. Va mantenir una gran lluita antifranquista, i també va militar al Partit Comunista del País Valencià.

## Biografia
Amb 17 anys va ingressar a l'Acadèmia General de l'Aire. Més tard va abandonar la carrera militar per centrar-se en la docència. La seva primera obra, titulada Primaveras de bronce, està datada a la tardor de 1954, i va ser publicada al costat del també periodista Tirso Marín Sessé. Va formar part de la Generació de l'Horror, un grup literari que es reunia al desaparegut Hotel Samper d'Alacant. En els seus viatges va conèixer a personalitats com Tomás Salvador, Alfonso Sastre, Lauro Olmo, José Hierro, Concha Lagos, Gerardo Diego, Vicente Aleixandre, Ian Gibson, José Vidal Massanet, Paul Preston, Gabriel Jackson i Camilo José Cela.
El 1956 va participar en el Congrés de Joves Escriptors de Madrid, celebrat en la Ciutat Universitària de Madrid. Va formar part del diari Primera Página, llançat el 23 de març de 1968, fundat per Pedro García Munuera i dirigit per Francisco Anglada Anglada. Va començar a treballar en el diari el 21 d'octubre de 1969. Va ser un dels fundadors, el 25 de novembre de 1979, de la Unió de Periodistes - Associació del País Valencià, de la qual va ser nomenat primer president. La seva activitat periodística activa va continuar esporàdicament a La Verdad, així com en Cambio 16, Interviú, La Calle, Triunfo, Diari de València, Ínsula, La Vanguardia, Las Provincias, La Hora i ABC.
Va publicar contes en diferents revistes com ara Papeles de Son Armadans, Cuadernos Hispanoamericanos i La estafeta literaria. El 1984 es va encarregar del gabinet de premsa de l'Ajuntament d'Alacant, treball que va simultanejar amb les seves columnes en el diari Información i l'elaboració d'una de les cròniques de la ciutat d'Alacant, Las Gateras (de 1992 a 1997). Ha estat professor honorari de la Universitat d'Alacant, i doctor pel Centre International de Recherches Universitaires de Bèlgica i per la Word University d'Arizona.
Ha conreat gairebé tots els gèneres literaris, entre els quals la poesia, la novel·la i l'assaig. Té, també, una producció teatral.

## Premis
Entre els seus reconeixements cal destacar:
- Premi de la Crítica de la Comunitat Valenciana, el 1985.[6]
- Premi de las Lletres Valencianes, el 1991.[7]
- Premi Maissonave de la Universitat d'Alacant, en 2010.[7][8]
- Llibertat d'Expressió, de la Unió de Periodistes Valencians en 2003.[6][7]

## Obra literària
- Primaveras de bronce (1954), en col·laboració amb Tirso Marín Sesse.
- El mendigo y otros cuentos (1955), Ed. Silbo.
- En la Cima (1956), Ed. Agemundo.
- Un agujero en la Luz (1957), Premio Gabriel Miró.
- Gargantúa, adaptación y versión de Enrique Cerdán Tato (1960), Ed. Aitana.
- La primera piedra (1966), Ed. La Novela Popular.
- El Tiempo prometido (1969), Edicions Comunicación Literaria de Autores, Premi Guipúscoa.
- El lugar más lejano (1970), Ed. Azur, premi Sésamo.
- Cazar balenas en los charcos bajo la luz cenital (1972), Ed. Helios.
- Esquema de la Literatura Soviética (1973), Ed. Castellote.
- La lucha por la democracia en Alicante (1978), Ed. Casa de Campo.
- Ovidi Monllor (1980), Ed. Júcar.
- El paseante y otras apariciones (1984), Ed. Noega.
- Sombras nada mas (1985), Ed, Laia, Primer Premi de la Tertúlia Carlos Arniches i Premi de la Crítica de la Comunitat Valenciana.
- El Xiquet que va a pescar en el mar de la traquilitat (1987), Ed. Generalitat Valenciana.
- Todos los enanos del mundo (1988), Ed. Aguaclara, Aquesta obra fou nomenada per la Universitat de València com d'obligada lectura pels alumnes de COU del curs 1981/1982.
- Monografías Alicantinas (1989), (et al.), Ajuntament d'Alacant.
- La otra cara de la Santa Faz (1989), Ajuntament d'Alacant.
- Introducción a la edición facsimil de la Crónica de Viravens (1989), Ajuntament d'Alacant.
- Historia Antigua (1990), I.E.C. Juan Gil-Albert.
- Alicante: la ciudad contada a los chicos (1990), Patronato Múnic. Commemoració V Centenari de la ciutat d'Alacant.
- Matar con Mozart y 29 atrocidades más (1991), Ed. Aguaclara.
- Los cuentos de siempre empezar (1991), I.C. Juan Gil-Albert / Diari La Verdad.
- Geografía carcelaria de Miguel Hernández (1992), Comissió del Homenatje a Miguel Hernández Alacant / Elx / Orihuela.
- La estética en el escritor alicantino (1992), Centre Cultural Bancaza.
- Los ahorcados del cuarto menguante (1995), Ed. Aitana.
- La batalla de las tetas (2000), Institució Alfons el Magnànim.
- El Ayuntamiento de Alicante (2002), XXIV Assemblea de Cronistes Oficials del Regne de València.
- Antología de la aberración (2003), Comercial Denes, S.L.
- 100 años de periodistas y periódicos (Historia de l'Associació de la Premsa d'Alacant) (2004), CAM / Associació de la Premsa d'Alacant.